# Wetzikon
Wetzikon je grad u Švicarskoj i grad u kantonu Zürichu. Wetzikon je šesti po veličini grad kantona Züricha.

## Gradske četvrti
- Ettenhausen
- Kempten
- Medikon
- Oberwetzikon
- Robank
- Robenhausen
- Unterwetzikon

## Sport
- FC Wetzikon nogometni klub
- EHC Wetzikon hokejaški klub

## Poznati
- Franjo Brozinčević († 1933.), automobilski inženjer

## Vanjske poveznice
- (njem.) Službene stranice